# Taksy wojewodzińskie
Taksy wojewodzińskie – sztywne narzucenie przez wojewodę cen towarów krajowych i zagranicznych (z wyjątkiem zboża). Taksy wprowadził król Władysław II Jagiełło statutem warckim w 1423 r. (następnie potwierdzali go jego następcy statutami nieszawskimi w 1454 i przywilejem piotrkowskim w 1496) i stosowano je aż do rozbiorów. Początkowo dotyczyły tylko wyrobów rzemieślniczych, później rozszerzono ich stosowanie. Był to przejaw ekonomicznej dominacji szlachty nad mieszczaństwem.